# Jaan Puhvel
Jaan Puhvel (* 24. Januar 1932 in Tallinn) ist ein estnisch-US-amerikanischer Altorientalist und Sprachwissenschaftler.

## Leben
Jaan Puhvel flüchtete 1944 gemeinsam mit seinen Eltern vor der Besetzung Estlands durch die Sowjetunion nach Schweden. Dort machte er sein Abitur. Von 1949 bis 1952 studierte Puhvel an der McGill University im kanadischen Montreal sowie von 1952 bis 1954 an der Harvard University. 1954/55 ging er mit einem Stipendium an die Universitäten in Paris und Uppsala.
Anschließend war Puhvel als Dozent für klassische Sprachen an der McGill University in Montreal und an der Universität von Austin (Texas) tätig. 1959 promovierte er in Harvard zum Dr. phil. Ab 1958 lehrte er klassische Sprachen und vergleichende indoeuropäische Sprachwissenschaft an der University of California, seit 1964 mit dem Titel eines Professors. Seit den 1990er Jahren ist er darüber hinaus Gastprofessor an der Universität Tartu.
Jaan Puhvel ist mit der estnischen Mikrobiologin Sirje Madli Puhvel (* 1926) verheiratet. Sein Bruder war der estnisch-kanadische Literaturwissenschaftler und Altskandinavist Martin Puhvel (1933–2016).

## Werk
Jaan Puhvel veröffentlichte zahlreiche Untersuchungen zur Indogermanistik. Sein bekanntestes Werk ist das noch nicht abgeschlossene etymologische Wörterbuch des Hethitischen, das seit 1984 erscheint. Als Schüler Georges Dumézils forschte Puhvel außerdem ausführlich zur vergleichenden Mythologie.

## Werke (Auswahl)
- Laryngeals and the Indo-European verb. University of California Press, Berkeley/Los Angeles 1960.
- Hittite Etymological Dictionary. Mouton de Gruyter, Berlin/New York/Amsterdam 1984–.
  - 1984, Bd. 1 (A)
  - 1984, Bd. 2 (E, I)
  - 1991, Bd. 3 (H)
  - 1997, Bd. 4 (K)
  - 2001, Bd. 5 (L)
  - 2004, Bd. 6 (M)
  - 2007, Bd. 7 (N)
  - 2011, Bd. 8 (PA)
  - 2013, Bd. 9 (PE, PI, PU)
  - 2017, Bd. 10 (SA)
  - 2021, Bd. 11 (SE, SI, SU)
- Comparative mythology. Johns Hopkins University Press, Baltimore/London 1987. ISBN 978-0801839382.
- Indoeuropaea. Delectus operum minorum annos 1952-1977 complectus (Innsbruck 1989)
- Homer and Hittite. Institut für Sprachwissenschaft der Univ. Innsbruck, Innsbruck 1991.

Herausgeberschaft
- Substance and structure of language. Lectures delivered before the Linguistic Institute of the Linguistic Society of America: University of California, Los Angeles, June 17-August 12, 1966. University of California Press, Los Angeles 1969.
- Myth and law among the Indo-Europeans. Studies in Indo-European comparative mythology.  University of California Press, London 1970.

Festschrift
- Studies in Honor of Jaan Puhvel. 2 Bde. Hrsg. v. Dorothy Disterheft, Martin Huld u. John Greppin. Institute for the Study of Man, Washington, DC 1997. ISBN 978-0941694544.